# Birgit Linder
Birgit Linder (* 19. August 1975 in Albstadt-Ebingen) ist eine deutsche Juristin. Sie ist seit dem 2. September 2019  Richterin am Bundesgerichtshof.

## Leben und Wirken
Linder war zunächst nach Beendigung ihrer juristischen Ausbildung als wissenschaftliche Assistentin an einem zivilrechtlichen Lehrstuhl und als Lehrbeauftragte an einer Fachhochschule tätig. 2003 trat sie in den Justizdienst des Landes Baden-Württemberg ein. Im folgenden Jahr wurde sie von der Universität Tübingen mit der rechtsvergleichenden Schrift Kollektive Marktbeherrschung in der Fusionskontrolle: Eine Untersuchung zum US-amerikanischen, deutschen und europäischen Recht zur Dr. iur. promoviert. Sie war zunächst bei der Staatsanwaltschaft Stuttgart und bei den Amtsgerichten Waiblingen und Nürtingen eingesetzt. 2007 erfolgte ihre Ernennung zur Richterin am Landgericht in Stuttgart. 2008 bis 2010 war sie an das Bundesministerium der Justiz, 2013 zeitweilig an das Oberlandesgericht Stuttgart und anschließend an das Justizministerium des Landes Baden-Württemberg abgeordnet. 2013 wurde sie zur Richterin am Oberlandesgericht ernannt.
Das Präsidium des Bundesgerichtshofs wies Linder zunächst dem Kartellsenat sowie dem zum Zeitpunkt ihrer Ernennung neu eingerichteten XIII. Zivilsenat zu. Seit dem 1. Januar 2021 gehört sie dem VI. Zivilsenat an.